# Sulhamstead Abbots
Sulhamstead Abbots är en by i civil parish Sulhamstead, i distriktet West Berkshire, i grevskapet Berkshire i England. Byn är belägen 9 km från Reading. Sulhamstead Abbots var en civil parish fram till 1934 när blev den en del av Sulhamstead. Civil parish hade 295 invånare år 1931.